# Гота
Гота, Ґота (нім. Gotha) — місто в Німеччині, районний центр однойменного району, розташований в землі Тюринґія.
Площа — 69,52 км2. Населення становить 46 019 ос. (станом на 31 грудня 2021). Місто поділяється на 7 міських районів. Офіційний код — 16 0 67 029.
Гота — одне з найстаріших міст у Німеччині, є культурним та історичним центром Тюринґії. Символом міста є старовинний замок Фріденштайн, побудований 1567 року в стилі бароко.

## Історія
Перша письмова згадка про це місто, розташоване неподалік від знаменитого Тюринзького лісу, датована жовтнем 775 року. Саме тоді імператор Карл Великий подарував монастирю Герсфельд лісові угіддя й поля біля вілли Gothaha («хороша вода»). Місто засноване на перетині двох шляхів, завдяки чому довгий час було важливим торговим центром. Головним товаром, що приносив місцевим купцям солідні прибутки, було вино.
Однією з історичних пам'яток міста є прокладений 1369 року 12-кілометровий канал Лейна. Він був побудований за розпорядженням графа Бальтазара для забезпечення Готи водою та використовується з цією метою й досі.
У XVII столітті місто стало резиденцією протестантського герцогства Саксен-Кобурґ-Готського. Цей статус у нього залишався до 1918 року. Як відзначають історики, герцоги перетворили Готу у зразкове місто, як в адміністративному, так і фінансово-економічному плані.
Не меншу увагу освічені правителі приділяли розвитку науки та культури. Саме тому місто стало центром картографічної та видавничої справи. 1826 року в Готі Йозеф Маєр організував видавництво Бібліографічний інститут. Крім того, саме тут вперше в Німеччині було запроваджено обов'язкове шкільне навчання для хлопчиків та дівчаток. У міському замку був влаштований придворний театр з першою постійною трупою. Сьогодні перший німецький театр носить ім'я Конрада Екгофа — на честь одного зі своїх засновників.
Герцог Ернст Другий розпорядився знести міські укріплення та закласти на їхньому місці англійський сад. Тут же за його велінням було споруджено обсерваторію, охороняти яку як пам'ятник він розпорядився в своєму заповіті.
Гота вважається батьківщиною сучасного страхового бізнесу в Німеччині. 1820 року Ернст-Вільгельм Арнольді створив у цьому місті заснований на принципі взаємності страховий банк Gothaer Feuerversicherungsbank, нині — Gothaer зі штаб-квартирою в Кельні.
1875 року у місті відбувся з'їзд ейзенахців (представників Соціал-демократичної робітничої партії Німеччини) та лассальянців (представників Всезагального німецького робітничого союзу), які об'єдналися в єдину Соціалістичну робітничу партію Німеччини (згодом стане Соціал-демократичною партією Німеччини) і схвалили політичну програму, яка й отримала назву від міста — Готська програма.
Наприкінці Другої світової війни місто фактично не постраждало, оскільки німецький комендант своєчасно здав його американським військам. Пізніше місто стало частиною радянської окупаційної зони і, відповідно, опинилося на території НДР.

## Визначні місця
Музеї
- Готський музей історії страхової справи (Gothaer Haus der Versicherungsgeschichte)
- Герцогський музей (Herzogliches Museum)
- Музей природи в Готі (Museum der Natur Gotha)
- Музей історії релігії та етнографії в Західній вежі замку Фріденштайн
- Замковий музей фундації Замок Фріденштайн (Schlossmuseum der Stiftung Schloss Friedenstein)

Пам'ятки архітектури
- Замок Фріденштайн (1567) з англійський парком.
- Оранжерея в Замковому парку, де зараз розміщена міська бібліотека.
- Ратуша.
- Церква святої Маргарити (Margarethenkirche, 1064).
- Монастир і церква августинців (бароко, 1216).
- Міський театр в стилі класицизму (Gothaer Stadttheater)
- Народний дім Цум Морен (1553, тут зупинялися Гете, Наполеон)

## Галерея

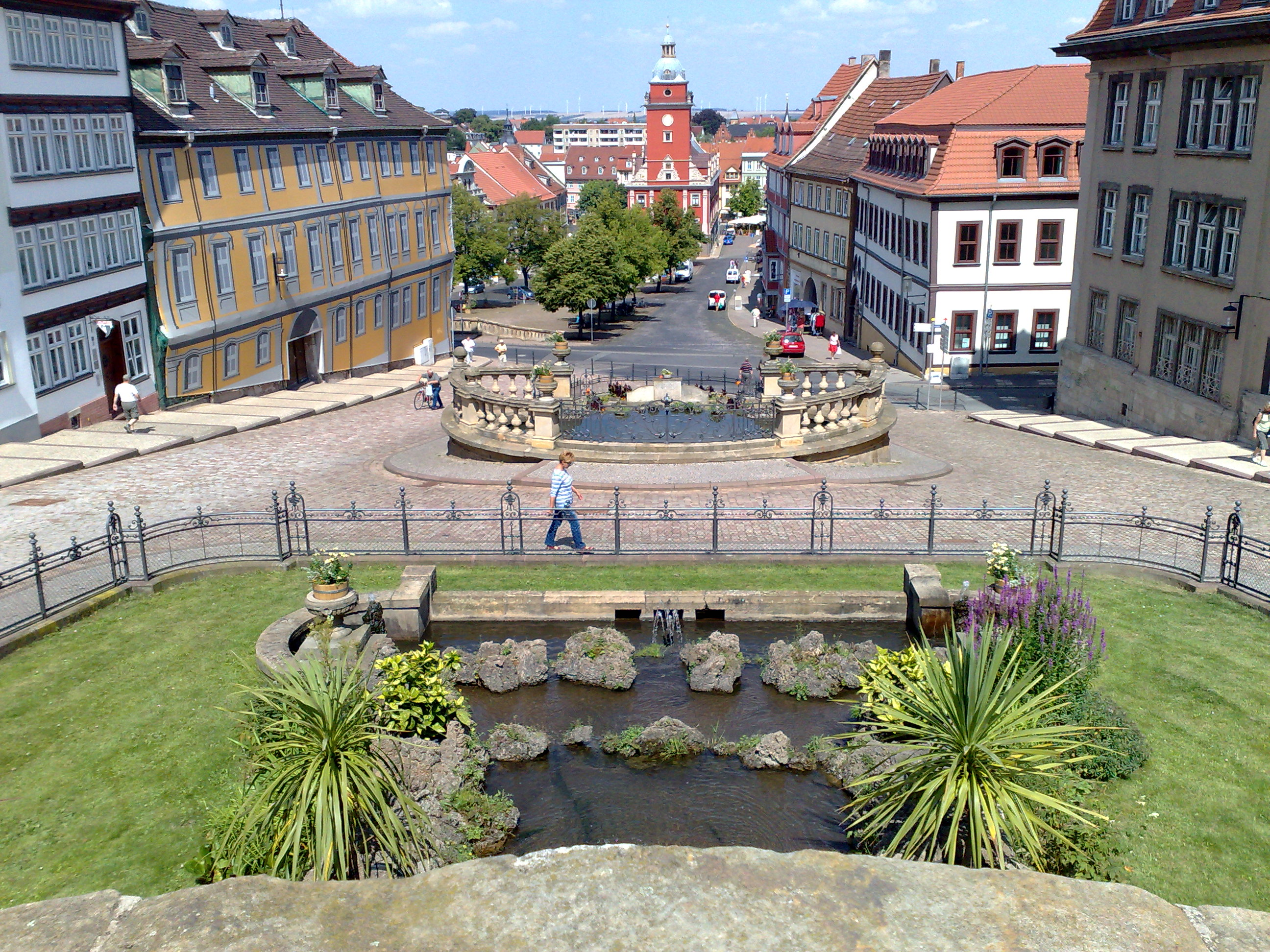
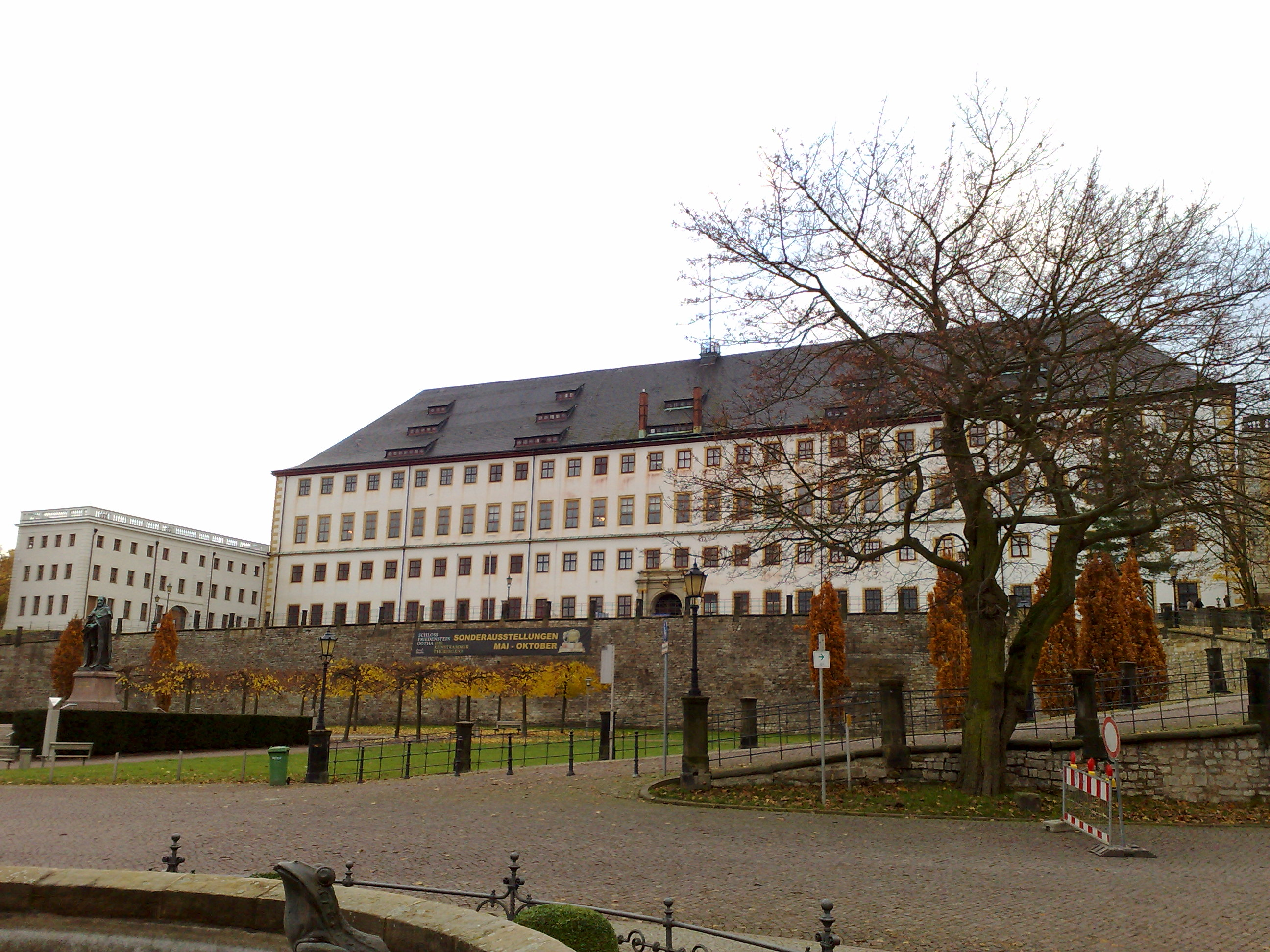
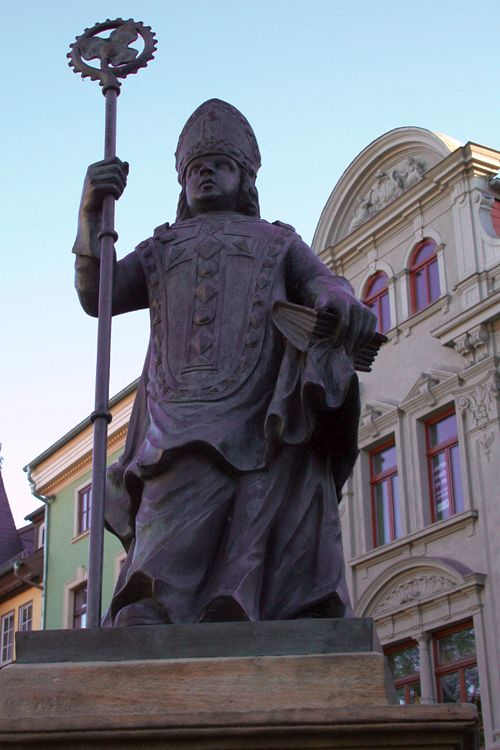
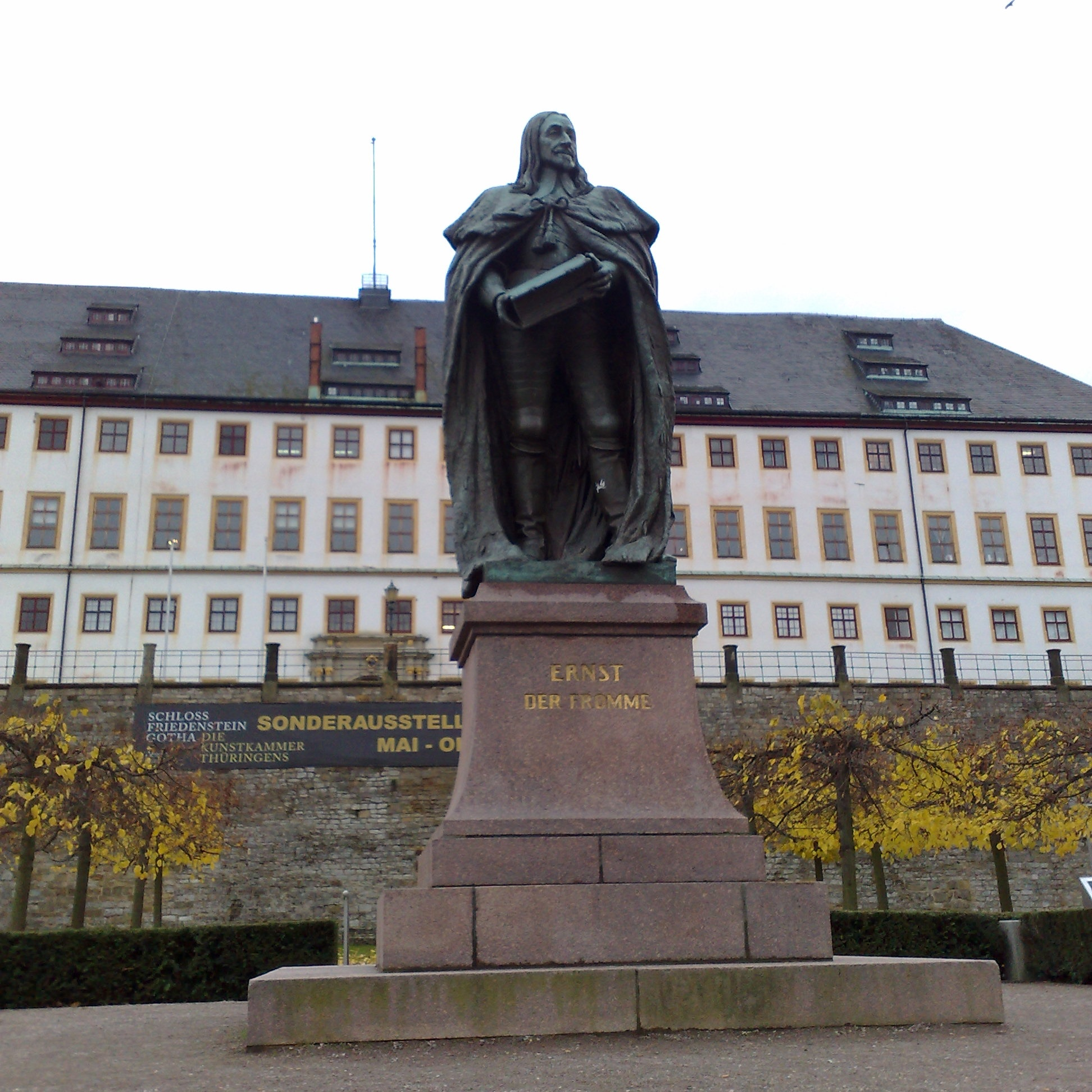
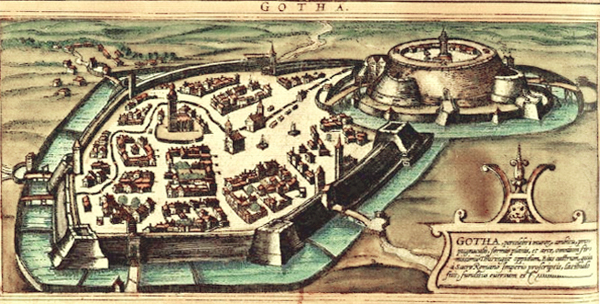
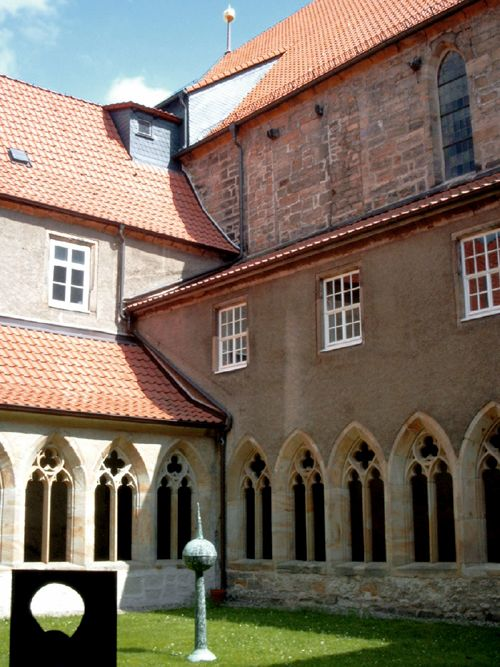

## Відомі уродженці та жителі
- Крістіан Вермут (1661—1739) — знаменитий німецький медальєр та різьбяр монетних штемпелів епохи бароко.
- Бонштедт Людвіг Людвігович (1822—1885) — архітектор, помер у Готі 3 січня 1885

## Міста-побратими
- Ромії-сюр-Сен ( Франція, з 1960)